# MHV Maarssen
Maarssense Hockey Vereniging Maarssen is de hockeyclub uit Maarssen.
De club werd opgericht in 1972 en speelt aan de Oostwaard vlak naast de Zuilense Ring. In het seizoen 2016/2017 komt Dames 1 uit in de Derde klasse van de KNHB. De heren 1 is in het seizoen 2015/2016 door middel van play-offs gepromoveerd naar de Tweede klasse van de KNHB. In seizoen 2017/2018 degradeerden Heren 1 en Dames 1. Dames 1 komt in seizoen 2018/2019 uit in de Vierde klasse, Heren 1 in de Derde klasse van de KNHB. In 2019/2020 komt Dames 1 te spelen in de Derde klasse van de KNHB. Heren 1 komt in 2019/2020 te spelen in de Tweede klasse. In seizoen 2024-2025 komt Heren 1 uit in de Eerste klasse en Dames 1 in de Tweede klasse. 
De Maarssense Hockeyvereniging telde in 2014/2015 3 zandvelden, vanaf seizoen 2015/2016 telt de club 2 watervelden en 2 zandvelden. Op vrijdag 7 maart 2025 telt de vereniging 3 watervelden en 1 zandveld.

## Geschiedenis
Op 28 januari 1972 is de Maarssense Hockey Vereniging officieel opgericht. Er is toen hard gewerkt aan het completeren van de elftallen zodat de eerste wedstrijden konden worden  gespeeld in augustus 1973.
Als onderkomen voor de club was een deel van een boerderij aan het Amsterdam-Rijnkanaal naast het ACF-terrein beschikbaar. De kleedkamers werden gedeeld met de andere sportverenigingen. De daar gelegen voetbalvelden werden toen ook bevolkt door hockeyers.
Er zijn aldaar twee lustrums gevierd, maar het derde lustrum vond plaats op een nieuwe maar nu ook eigen locatie: een terrein aan de Vecht (Sportpark Oostwaard). Het nieuwe clubcomplex bestond uit een clubhuis met drie kleedkamers, drie natuurgrasvelden en een half verhard oefenveld. Het clubgebouw werd toepasselijk 'Deel 2' genoemd.
Naarmate kunstgras meer en meer gemeengoed werd in de Nederlandse hockeywereld, werd er besloten dat M.H.V. niet achter mocht blijven. Dankzij vele inspanningen van de eigen leden in zowel financiële- als organisatorische zin, werd de droom werkelijkheid in 1985. Uiteraard was dit voor de club een belangrijke mijlpaal.
Naarmate er in de hockeysport meer op kunstgras werd gespeeld en het ledental groeide, werd de vraag naar een tweede kunstgrasveld groot. M.H.V. is in de gelegenheid geweest ook aan deze behoefte te voldoen. Door de enorme groei van het aantal (jeugd)leden werd het derde kunstgrasveld in 2004 geopend door Prins Willem-Alexander. 
In augustus 2015 breidt MHV uit naar vier kunstgrasvelden. Twee zandvelden worden vervangen en er wordt een extra veld aangelegd. Na deze verbouwing telt MHV twee waterkunstgrasvelden en twee zandkunstgrasvelden.
De vereniging vierde in 2012 haar 40-jarig bestaan. Het ledental ligt nu boven de 1300. In 2017 vierde de vereniging haar 45e verjaardag, met een ledenaantal van 1500.
In de winter van seizoen 2024-2025 is een zandveld vervangen voor een waterveld.